# Carmen Electra
Tara Leigh Patrick, znana kot Carmen Electra, ameriška igralka, pevka in fotomodel; * 20. april 1972, Sharonville, Ohio, ZDA.
Maja 1996 se je prvič pojavila v reviji Playboy. Doslej je posnela kar 32 filmov in 5 pesmi, še vedno pa se največkrat pojavlja v reviji Playboy. Med drugim je igrala v filmih Film, da te kap in Film za zmenke. Igrala je tudi vlogo Lani McKenzie v Obalni straži.